# Distretto di Aida
Il distretto di Aida (英田郡, Aida-gun?) è uno dei distretti della prefettura di Okayama, in Giappone.
Attualmente fa parte del distretto solo il comune di Nishiawakura.
| Controllo di autorità | VIAF (EN) 259663814 · NDL (EN, JA) 00630420 |